# 里韦尔加罗
里韦尔加罗（義大利語：Rivergaro），是意大利皮亚琴察省的一个市镇。总面积41平方公里，人口6777人，人口密度165.3人/平方公里（2009年）。ISTAT代码为033038。